# Rammsjön (Dannike socken, Västergötland)
Rammsjön är en sjö i Borås kommun i Västergötland och ingår i Ätrans huvudavrinningsområde. Sjön är 11,2 meter djup, har en yta på 0,497 kvadratkilometer och befinner sig 206,2 meter över havet.

## Delavrinningsområde
Rammsjön ingår i det delavrinningsområde (639918-134470) som SMHI kallar för Inloppet i Såken. Medelhöjden är 226 meter över havet och ytan är 25,75 kvadratkilometer. Det finns inga avrinningsområden uppströms utan avrinningsområdet är högsta punkten. Lillån som avvattnar avrinningsområdet har biflödesordning 2, vilket innebär att vattnet flödar genom totalt 2 vattendrag innan det når havet efter 142 kilometer. Avrinningsområdet består mestadels av skog (72 %). Avrinningsområdet har 0,56 kvadratkilometer vattenytor vilket ger det en sjöprocent på 2,2 %. Bebyggelsen i området täcker en yta av 0,24 kvadratkilometer eller 1 % av avrinningsområdet.